# Ilomantsi
Ilomantsi (szw. Ilomants) – gmina w Finlandii, położona we wschodniej części kraju, należąca do regionu Karelia Północna.